# Cortes de Aragón
Cortes de Aragón è un comune spagnolo di 118 abitanti situato nella comunità autonoma dell'Aragona.